# Eutichurus tezpurensis
Eutichurus tezpurensis is een spinnensoort uit de familie spoorspinnen (Miturgidae).
De wetenschappelijke naam van de soort werd in 1991 gepubliceerd door Bijan Kumar Biswas.